# ウンヒの涙
『ウンヒの涙』（ウンヒのなみだ、原題：은희）は、2013年の韓国のテレビドラマ。KBSテレビ小説。
朝鮮戦争直前、父が殺人犯の冤罪を受けて死に、「殺人犯の娘」と呼ばれた一人の女性を描いたテレビドラマ。
KBS WORLD TVによってドラマ全編140本の動画が英語字幕付きでYouTube上に無料公開されている。

## 登場人物

### 主要人物
キム・ウンヒ
演 - キョン・スジン
故キム・ヒョンマンの娘。「殺人者の娘」として生きる。
イム・ソンジェ
演 - イ・イン
故イム・ドクスの息子。開城商事社長イ・グムスンの孫。豆腐工場の主任。
チャ・ヨンジュ
演 - チェ・ユンソ
チャ・ソックの娘。豆腐工場の娘。
チェ・ジョンテ
演 - チョン・ミンジン
豆腐工場の職員。ウンヒに片思いする。

### ウンヒの家族
キム・ヒョンマン
演 - イ・デヨン
ウンヒの父。ジョンオクの夫。ソックの親友。開城商事の社員。ドクス殺しの濡れ衣を着せられたまま死ぬ。
ハン・ジョンオク
演 - キム・ヘソン
ウンヒの母。ヒョンマンの妻。

### ソンジェの家族
イ・グムスン
演 - パン・ヒョジョン
ソンジェの祖母。開城商事の社長。
イム・ドクス
演 - ホン・イルグォン
ソンジェの父。イ・グムスン社長の息子。

### ヨンジュの家族
チャ・ソック
演 - パク・チャンファン
ヨンジュの父。豆腐工場の工場長。ヒョンマンの親友。
カン・ギルレ
演 - ファン・ミソン
ヨンジュの母。ソックの妻。

## スタッフ
- 演出：ハン・チョルギョン
- 脚本：イ・サンミン、アン・ホンラン